# Samsung Galaxy Y Plus
Galaxy Y Plus GT-S5303 - мобильный телефон от Samsung.  Он был анонсирован в марте 2013 года и выпущен в мае 2013 года. Он вмещает 2 SIM-карты.

## Особенности
- Операционная система: Android
- Задняя камера: 2 мегапикселя
- Экран: 240×320
- Вес: 96 грамм
- ОЗУ: 512 мегабайт